# 麒麟淡麗〈生〉
麒麟淡麗〈生〉（きりんたんれいなま）は、麒麟麦酒（キリンビール）より発売されている発泡酒。　

## 概要
1998年2月の発売以来、発泡酒売り上げNo.1の座を守っている。キリンビールは発泡酒市場への参入が遅れたが、当商品は、この年の記録的な大ヒット製品となり、発泡酒市場を大きく拡大させることになった。
当商品の発売以前にサッポロビールやサントリーが販売していた商品は、副原料に米やコーンスターチや糖類のみを使用していたため、味のレベルが低かったが、淡麗は、副原料に大麦を初めて使用することで、ビールに近い味を実現し、大ヒットにつながった。
発売当初から使われているCMソングは、ジプシー・キングスの「ボラーレ」（2004年 - 2007年を除く。2008年、発売10周年を記念して再び使用、2012年はCMキャラクターのケツメイシがカバーしている）。
派生商品として、糖質70%オフの「淡麗グリーンラベル」と、プリン体0.00㎎・糖質0%の「淡麗プラチナダブル」がある。また発泡酒としては珍しく、大瓶や業務用の樽生も販売されている。
2017年4月4日に「淡麗グリーンラベル」において、春季限定で初のエクステンションが発売された。

## 「麒麟淡麗〈生〉」のリニューアル
発売後も改良は続けられ、2016年4月までに計9回のリニューアルが行われている。
- 2001年1月31日[3] - 大麦配合率の最適化と醸造工程の見直しを行い、さらに爽快な味わいとすっきりした後味を実現した。デザインは、外周部の文字をシルバー地・白文字に変更し、「麒麟」のロゴの背景にシルバーの線を入れた。
- 2001年12月中旬[4] - 従来は大麦を細かく粉砕していたが、粗挽きした大麦を採用することによって、細かく粉砕した従来の大麦に比べて「渋み」や「香りの変化」の元となる成分を抑制し、大麦本来の「うまさ」を引き出すことに成功した。デザインは、外周部の文字をぐるりと囲む形から（）状に囲む形に変更し、「麒麟」のロゴの下の英文を赤字に変更した（淡麗ヒストリーで紹介されている缶は2005年の缶で、この時期の缶ではない）。
- 2005年1月上旬[5] - 大麦を20%以上増量し、本格的なうまさを実現すると共に、製造方法を改良することで、鮮度とキレ味を一層強化した。デザインは、「麒麟」のロゴの背景から線を取り除き、「麒麟」のロゴの下に「ORIGINAL BREW」と記した帯を加え、帯の下の英文を黒字に戻した。
- 2007年1月上旬[6] - カラメル麦芽の配合率を増やし、原料配合の最適化を図ることで本格感を高めるとともに、糖化条件を見直すことで酸味の質を向上させ、後味のキレを改良した。デザインは、「淡麗〈生〉」の文字の背景に大麦を配し、「麒麟」のロゴの下の帯に「KIRIN TANREI」と記し、波型から直線型にした。
- 2007年12月中旬[7] - 大麦の使用量を10%増量し、「キレ」と「飲みごたえ」が両立した“より本格的なうまさ”を実現した。デザインは変更なし。
- 2009年初頭[8] - さらに原料配合を最適化し、うまさを際立たせ、キレ味と爽快感を高めた。デザインは変更なし。
- 2011年2月上旬[9] - “すっきりとした味わい”と“キレ・爽快”のバランスを生かしながら、ドイツ・ハラタウ産の「ヘルスブルッカーホップ」を増量することによって“爽快な香り”を高め、さらなる飲みごたえを実現した。デザインは、外周部の文字を白地・銀文字でぐるりと囲む形に戻し、「麒麟」のロゴの下の帯に「淡麗」「TANREI DRAFT」と記した。さらに「麒麟」のロゴと中央部の帯の下の英文のフォントを変更し、麒麟と「生」の文字を大きくした。
- 2012年3月頃 - 缶の右下に「お酒」マークを入れるとともに、ラベル左下に目立たないように入っていた「発泡酒」の表記を「生」の下（250ml以下は「お酒」マークの左）に移した。2013年の本社移転時には、「お酒」マークをチューハイと同じ大きめのものに変更している。大瓶は変更せず、中身についても変更なし。
- 2015年2月下旬[10] - 「麒麟淡麗〈生〉」から「淡麗極上〈生〉」（たんれい ごくじょうなま）にリニューアル。大麦を40%増量し、「ダブル仕込製法」を導入し、淡麗史上最高の飲みごたえを実現した。デザインもラベル部分の周りに金色と銀色で渦巻き状の模様を入れ、中央部に「淡麗」、その下に「極上〈生〉」と表記するなど一新している。
- 2016年4月下旬[11] - 背景を白地に戻し、「極上〈生〉」の表記をロゴ下の英文の上から下に変更したことで、「麒麟淡麗〈生〉」の頃に近いデザインになっている。中身については変更なし。

## ラインアップ（業務用の樽詰製品除く）

### 現在

#### 淡麗極上〈生〉
- 135ml缶
- 250ml缶
- 350ml缶
- 500ml缶
- 633ml大瓶

#### 淡麗グリーンラベル
- 350ml缶
- 500ml缶

#### 淡麗プラチナダブル
- 350ml缶
- 500ml缶

### 過去

#### 麒麟淡麗〈生〉
- 135ml缶
- 250ml缶
- 350ml缶
- 500ml缶
- 750ml缶
- 1,000ml缶
- 633ml大瓶

#### 淡麗アルファ
- 350ml缶
- 500ml缶

#### 淡麗W
- 350ml缶
- 500ml缶

## CMキャラクター

### 現在

#### 淡麗グリーンラベル
- 多部未華子（2018年5月 - 2018年10月、2019年7月 - 2021年7月、2023年5月 - ）
- 大森元貴（Mrs. GREEN APPLE）（2024年 - ）

### 過去

#### 麒麟淡麗〈生〉 → 淡麗極上〈生〉
- 小林薫
- 鶴田真由
- 石坂有紀子
- 佐々木主浩
- 室伏広治
- 中山雅史
- 稲本潤一
- 中村俊輔
- 高原直泰
- 坂口憲二
- 高田純次
- 八嶋智人
- 堤真一
- 野口健
- 蜷川幸雄
- 塚本衛
- 野村陽一
- 佐藤浩市（2009年 - 2012年、淡麗〈生〉と淡麗Wに出演。2008年まではキリン一番搾りのCMキャラクターだった）
- 山本浩司（2010年「部下の成功の、よろこび篇」）
- 小池栄子（2012年）
- ケツメイシ（2012年 - 2013年）
- 田中将大（2014年）
- 本田圭佑（2014年）
- 伊藤英明（2015年）
- 高良健吾（2016年）
- 松田宣浩（2017年）
- 黒田博樹（2017年）
- 星野源（2023年）

#### 淡麗グリーンラベル
- 筒井道隆
- ザ・ドリフターズのそっくりさん外国人5人組（ザ・ウリフターズ）（2006年 - 2009年）
  - ブラウン（加藤茶のそっくりさん、名前は「茶色」の英訳から）・ケント（志村けんのそっくりさん）・アンカー（いかりや長介のそっくりさん、名前は「碇」の英訳から）・マット（仲本工事のそっくりさん、名前は仲本が器械体操を特技としていることから）・ジェイコブ（高木ブーのそっくりさん）という5人組。
  - 志村けん本人演ずるケンと共演するバージョンあり（2009年8月まで）。
  - 2008年からは、往年の『8時だョ!全員集合』などで人気を博した大型着ぐるみ人形キャラクター「ジャンボマックス」のそっくりさん人形キャラ「グリーンジャンボマックス」も共演していた。
  - 2009年9月以降のCMより、マドンナ役として高橋マリ子が登場していた。
- 嵐(相葉雅紀・大野智・松本潤・二宮和也・櫻井翔)（2010年 - 2013年）
  - 相葉・大野・松本は2010年から、二宮は2011年から、櫻井は2012年から出演。
  - 2014年からはキリン一番搾りのCMに出演している。
- ジョージ・クルーニー（2014年）
- 大泉洋、森絵梨佳（2015年）
- 鈴木亮平（2016年）
  - 2017年9月からはキリン一番搾りのCMに出演している。
- 瑛太、蓮佛美沙子（2017年4月 - 7月）
- 綾野剛、谷口蘭（2017年8月 - 2018年）
- Fukase（SEKAI NO OWARI、2018年）[12]
- 野田洋次郎（RADWIMPS、2018年）
- 桐谷美玲（2018年）
- 清水依与吏（back number、2019年7月 - 2020年4月）
- あいみょん（2020年4月 - 2022年）[13][14]
- 広瀬アリス（2021年7月 - 2022年）[15]
- 星野源（2023年）

その他の淡麗ブランド
- 宇崎竜童（淡麗アルファ）
- パンツェッタ・ジローラモ（淡麗プラチナダブル、2014年9月 - 2015年上期）
- 片岡愛之助（淡麗プラチナダブル、2015年下期）
- 内村光良（淡麗プラチナダブル、2016年）
- おぎやはぎ（淡麗プラチナダブル、2020年）※WEBのみ

## 備考
過去に「淡麗アルファ」というプリン体99%カットの商品が存在したが、2009年2月に「淡麗アルファ」にポリフェノールを含んだ赤ワインエキスを原材料に加えた「淡麗W」としてリニューアルした。「淡麗W」はキリングループのメルシャンとの共同開発によって作られた、健康志向を考えた発泡酒である。
2014年9月には「淡麗W」の後継商品として、プリン体0.00㎎・糖質0%の「淡麗プラチナダブル」が発売開始された。